# Phaeostigma rhodopicum
Phaeostigma rhodopicum là một loài côn trùng trong họ Raphidiidae thuộc bộ Raphidioptera. Loài này được Klapálek miêu tả năm 1894.